# Striatoguraleus
Striatoguraleus is een geslacht van weekdieren uit de klasse van de Gastropoda (slakken).

## Soorten
- Striatoguraleus electrinus Kilburn, 1994
- Striatoguraleus himaeformis Kilburn, 1994
- Striatoguraleus laticulmen Kilburn, 1994
- Striatoguraleus thetis (E. A. Smith, 1904)
- Striatoguraleus vellicatus Kilburn, 1994